# 삼양동 흑사구층
삼양동 흑사구층은 제주특별자치도 제주시 삼양2동 1960-3번지선 앞 공유수면에 있는 지질이다. 2013년 11월 15일 제주특별자치도의 향토유산 제1호로 지정되었다.

## 개요
현무암의 오랜 풍화작용으로 인해 형성되었으며, 정확한 연대는 추정하기 어려우나 제주도 일부 지역에 존재하는 검은모래 해수욕장 중 삼양동 해수욕장의 흑사구층은 규모와 가치가 가장 뛰어나다.

## 같이 보기
- 삼양검은모래해수욕장